# Neusticomys ferreirai
Neusticomys ferreirai es una especie de roedor de la familia Cricetidae.

## Distribución geográfica
Se encuentra en Brasil